# Спортінг (Беттембург)
«Спортінг» (Беттембург) (люксемб. Sporting Club Bettemburg) — люксембурзький футбольний клуб з міста Беттембург.

## Історія
Клуб був заснований у 1927 році як «Спортінг Беттембург». Після німецької окупації Люксембургу в 1940 році клуб був перейменований на «Беттембург 1927», а через 4 роки клубу було повернуто початкову назву.

## Чоловічий футбол
У сезонах 1947–1948 і 1972–1973 «Спортінг» по одному сезону грав у найвищій лізі Люксембургу. Після вильоту в 1973 році з найвищого дивізіону клуб поступово перейшов з Дивізіону Пошани до 2-го дивізіону четвертого рівня. У 2024 році клуб повернувся до найвищого дивізіону за 4 тури до кінця сезону після 51 року відсутності у найвищому дивізіоні.

## Жіночий футбол
Жіноча команда клубу двічі, в сезонах 2017 і 2019 роках ставала чемпіоном Люксембургу, та двічі грала в жіночій Лізі чемпіонів УЄФА, проте не зуміла пройти до наступного етапу.